# Exechia cingulata
Exechia cingulata är en tvåvingeart som först beskrevs av Johann Wilhelm Meigen 1830.  Exechia cingulata ingår i släktet Exechia och familjen svampmyggor. Inga underarter finns listade i Catalogue of Life.